# Emmanouil Tsouderos

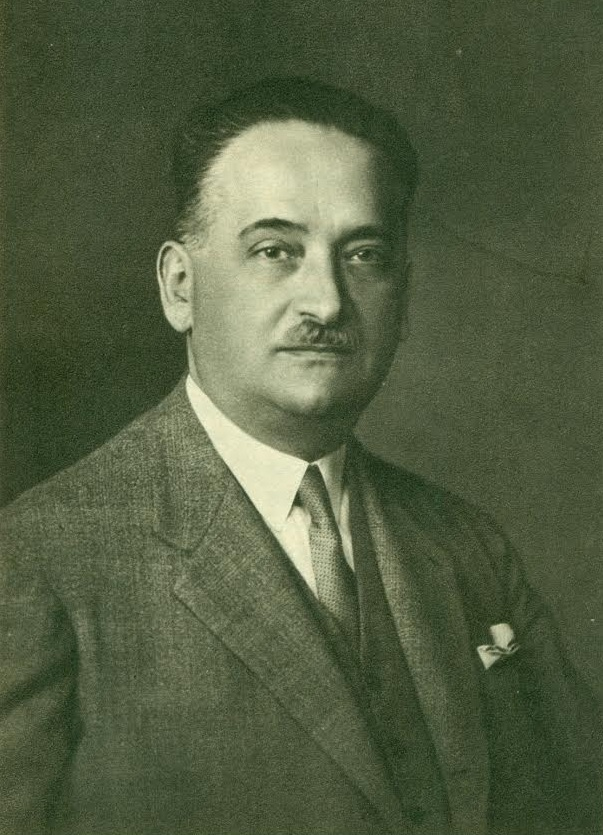
Emmanouil Tsouderos

Emmanouil J. Tsouderos (griechisch Εμμανουήλ Τσουδερός, * 19. Juli 1882 in Rethymno auf Kreta; † 10. Februar 1956 in Nervi bei Genua) war ein griechischer Politiker und Ministerpräsident.

## Familie und Studium
Tsouderos entstammte einer bekannten kretischen Familie. Er ist Vater der früheren Stellvertretenden Außenministerin und Abgeordneten Virginia Tsouderou.
Er absolvierte ein Studium der Nationalökonomie an Universitäten in Griechenland und im Ausland.

## Politische Laufbahn

### Abgeordneter
Tsouderos begann 1906 seine politische Laufbahn mit der Wahl zum Abgeordneten des Parlaments von Kreta. Nach Vereinigung (Ενωσις) Kretas mit Griechenland als Folge der Balkankriege 1913 wurde er zum Abgeordneten der Nationalversammlung (Voulí ton Ellínon) gewählt. Bald darauf schloss er sich der Liberalen Partei des Ministerpräsidenten Eleftherios Venizelos an und wurde für diese bei den Wahlen von 1915 und 1920 erneut in die Nationalversammlung gewählt.

### Minister und Gouverneur der Bank von Griechenland
Venizelos berief ihn kurz danach zum Verkehrsminister. Darüber hinaus vertrat er Griechenland ab 1918 wiederholt auf internationalen Konferenzen. Das Amt des Verkehrsministers übte er auch im vierten Kabinett von Venizelos von Januar bis Februar 1924 aus.
In den Kabinetten von Alexandros Papanastasiou und Themistoklis Sofoulis war er von Mai bis Juni 1924 sowie von Juli bis Oktober 1924 Finanzminister.
1925 wurde er zum Vizegouverneur der Nationalbank ernannt. In dieser Funktion verhandelte er 1927 mit Vertretern des Völkerbundes die Gründung der Bank von Griechenland als neue Zentralbank von Griechenland. Die Gründung wurde am 15. September 1927 durch einen Anhang zum Protokoll von Genf festgelegt. Am 14. Mai 1928 nahm die Bank von Griechenland ihre Tätigkeit offiziell auf. Bereits am 21. April 1928 wurde Tsouderos erster Vizegouverneur. Nach dem Rücktritt von Alexandros Diomidis als Gouverneur der Bank von Griechenland am 29. September 1931 wurde er am 31. Oktober 1931 dessen Nachfolger als Gouverneur. Dieses Amt übte er zunächst bis zum 13. August 1935 und danach erneut vom 20. März 1936 bis zum 10. Juli 1939 aus. Während seiner Amtszeit wurde das Gebäude der Bank zwischen 1933 und 1938 gebaut und eingeweiht.

### Deutsche Besetzung und Ministerpräsident 1941 bis 1944
Nach der Besetzung Griechenlands durch Truppen der deutschen Wehrmacht im April 1941 und dem anschließenden Selbstmord des amtierenden Ministerpräsidenten Alexandros Koryzis am 18. April 1941 nahm er am 21. April 1941 den Auftrag von König Georg II. zur Bildung einer Regierung an. Zwei Tage später ging er mit seinem Kabinett zunächst nach Kreta. Bereits einen Monat darauf ging die Regierung während der Luftlandeschlacht um Kreta ins Exil nach Ägypten und später nach England.
Als Ministerpräsident formulierte er 1942 mit dem König ein Memorandum an die britische Regierung, das vorsah, dass Griechenland als Kriegsentschädigung die Herrschaft über Zypern erhalten sollte. Im Zuge der Kriegswirren und aufgrund des Erstarkens der kommunistischen Widerstandsbewegung trat er von seinem Amt als Ministerpräsident auch unter dem Druck der britischen Regierung schließlich am 13. April 1944 zurück. Während seiner Amtszeit war er zeitweise zugleich Außenminister (April 1941), Finanzminister (April 1941 bis September 1941 und Juni 1943 bis April 1944) sowie Innenminister (Mai 1942 bis April 1944).

### Nachkriegszeit
Im ersten Nachkriegskabinett von Sofoulis war er vom November 1945 bis April 1946 Stellvertretender Ministerpräsident und Koordinationsminister. Im Kabinett von Marschall Alexandros Papagos war er zuletzt vom 19. November 1952 bis zum 6. Oktober 1955 Minister ohne Portefeuille.

## Veröffentlichungen
- Emmanouil Tsouderos: Greek abnormalities in the Middle East; Athen 1945.
- Emmanouil Tsouderos: Provisioning 1941–1944; 1946
- Emmanouil Tsouderos: Diplomatic backstages; Athen 1950.

## Biographische Quellen und Hintergrundinformationen
- Geschichte und Persönlichkeiten der Bank von Griechenland
- Wahlergebnisse 1920–1936 (Memento vom 4. Februar 2012 im Internet Archive)
- Ministerliste der Regierungen 1924–1946 (Memento vom 20. Dezember 2007 im Internet Archive)